# Neufechingen
Neufechingen (auch Neu-Fechingen) ist ein Distrikt des Saarbrücker Stadtteils Brebach-Fechingen. In Neufechingen leben 2379 Personen.

## Geschichte
Neufechingen war ursprünglich ein eigenes kleines Dorf nahe Fechingen und Brebach. Der Ort war anfangs recht dünn besiedelt, die Einwohnerzahl stieg aber rasant an, denn die meisten Bewohner arbeiteten dann in der Halbergerhütte. Am 1. Januar 1974 kam Neufechingen, das bis dahin zur Gemeinde Brebach-Fechingen gehörte, aufgrund der Verwaltungs- und Gebietsreform mit dieser zu Saarbrücken. Neufechingen ist seitdem ein Distrikt des Stadtteils Brebach-Fechingen.

## Persönlichkeiten
- Esther Betz (* 1924), deutsche Verlegerin